# UI GreenMetric
De UI GreenMetric is een jaarlijkse internationale duurzaamheidsranglijst van universiteiten. Aan deelnemende universiteiten wordt een score gegeven voor hun inspanningen in het terugdringen van de ecologische voetafdruk van de universiteit, onderzoek en onderwijs over duurzaamheid, en het betrekken van de universitaire gemeenschap bij dit onderwerp. De ranglijst werd gelanceerd in 2010 door de Universitas Indonesia om duurzaamheid te bevorderen bij hoger onderwijsinstellingen en om hen te kunnen vergelijken. Sindsdien is het aantal deelnemers gestegen en is de methodologie verfijnt op basis van terugkoppeling van deelnemende universiteiten.

## Methode en criteria
Universiteiten worden jaarlijks tussen mei en oktober gevraagd om een vragenlijst in te vullen met vragen over hun prestaties op duurzaamheidsgebied. Veel vragen in vereisen ook dat de universiteit bewijslast opstuurt om vals spel te voorkomen. De resultaten worden gepubliceerd in december.
Sinds 2014 worden de deelnemende universiteiten gerangschikt op de volgende zes criteria. Het aantal punten per indicator staat tussen haakjes.
| Afk. | Criterium                     | Gewicht | Indicatoren |
| ---- | ----------------------------- | ------- | --- |
| SI   | Omgeving en infrastructuur    | 15%     | - De verhouding tussen open ruimte en de totale ruimte (75) - Campusgebied met bos (50) - Campusgebied met vegetatie (150) - Campusgebied voor waterabsorbatie (200) - Totale open ruimte gedeeld door campusbevolking (75) - Universiteitgelden voor duurzaamheid (100) |
| EC   | Energie en klimaatverandering | 21%     | - Gebruik van energie-efficiënte apparaten (200) - Implementatie van een plan voor slimme gebouwen (300) - Aantal bronnen van hernieuwbare energie op de campus (300) - Totaal elektriciteitsgebruik gedeeld door de campusbevolking (150) - De verhouding tussen de hoeveelheid geproduceerde duurzame energie en het totale energieverbruik (100) - Aantal elementen van duurzame gebouwen (300) - Plan om broeikasgasuitstoot te verminderen (200) - Verhouding tussen de totale CO2-uitstoot en de campusbevolking (300) |
| WS   | Afval                         | 18%     | - Recyclingprogramma voor universiteitsafval (325) - Programma om het gebruik van papier en plastic op de campus te verminderen (300) - Verwerking van organisch afval (300) - Verwerking van niet-organisch afval (300) - Verwerking van giftig afval (300) - Verwerking van vuil water (300) |
| WS   | Water                         | 10%     | - Programma voor waterbesparing (300) - Programma voor hergebruik van water (300) - Gebruik van waterefficiënte apparatuur (200) - Gebruik van schoon kraanwater (200) |
| TR   | Transport                     | 18%     | - Verhouding tussen het aantal auto's en motors en de campusbevolking (200) - Pendeldienst (300) - Beleid rondom uitstootloze voortuigen (ZEVs) (200) - Verhouding tussen het aantal ZEVs en de campusbevolking (200) - Verhouding tussen het parkeerareaal en de totale campusoppervlakte (150) - Programma om het parkeerterrein op de campus te beperken of te laten krimpen (200) - Aantal initiatieven om eigen voertuigen op de campus te verminderen (200) - Voetgangersbeleid op de campus (300)                     |
| ED   | Onderwijs en onderzoek        | 18%     | - De verhouding tussen het aantal vakken over duurzaamheid en het totaal aantal vakken (225) - De verhouding tussen budget voor duurzaamheidsonderzoek en alle onderzoeksgelden (75) - Publicaties over duurzaamheid (300) - Evenementen over duurzaamheid (300) - Studentenorganisaties m.b.t. duurzaamheid (300) - Website over duurzaamheid (200) - Duurzaamheidsverslag (100) |

## Deelnemende universiteiten
Tijdens de eerste ranking in 2010 deden er 96 universiteiten mee. De Universiteit van Californië - Berkeley won deze editie. Sinds 2010 is het aantal deelnemende universiteiten gegroeid naar 780 in 2019.
| Nr | Universiteit                                | Land                | Totale score |
| -- | ------------------------------------------- | ------------------- | ------------ |
| 1  | Wageningen University & Research            | Nederland           | 9075         |
| 2  | Universiteit van Oxford                     | Verenigd Koninkrijk | 9000         |
| 3  | Universiteit of Californië - Davis          | Verenigde Staten    | 8850         |
| 4  | Universiteit van Nottingham                 | Verenigd Koninkrijk | 8750         |
| 5  | Nottingham Trent University                 | Verenigd Koninkrijk | 8700         |
| 6  | Umwelt-Campus Birkenfeld (Hogeschool Trier) | Duitsland           | 8625         |
| 7  | Universiteit Leiden                         | Nederland           | 8475         |
| 8  | Rijksuniversiteit Groningen                 | Nederland           | 8475         |
| 9  | University College Cork                     | Ierland             | 8375         |
| 10 | Bangor University                           | Verenigd Koninkrijk | 8350         |

| Jaar | Aantal deelnemers | Winnaar                                | Land                |
| ---- | ----------------- | -------------------------------------- | ------------------- |
| 2010 | 96                | Universiteit van Californië - Berkeley | Verenigde Staten    |
| 2011 | 178               | Universiteit van Nottingham            | Verenigd Koninkrijk |
| 2012 | 215               | Universiteit van Connecticut           | Verenigde Staten    |
| 2013 | 301               | Universiteit van Nottingham            | Verenigd Koninkrijk |
| 2014 | 361               | Universiteit van Nottingham            | Verenigd Koninkrijk |
| 2015 | 407               | Universiteit van Nottingham            | Verenigd Koninkrijk |
| 2016 | 516               | Universiteit of Californië - Davis     | Verenigde Staten    |
| 2017 | 619               | Wageningen University & Research       | Nederland           |
| 2018 | 719               | Wageningen University & Research       | Nederland           |
| 2019 | 780               | Wageningen University & Research       | Nederland           |